# Lista de antigas denominações de municípios do Brasil
Esta é uma lista de antigas denominações de municípios do Brasil.

## Acre
| Nome atual | Nome(s) antigo(s) | Motivação                     |
| Porto Acre | Puerto Alonso     | mudança de soberania nacional |
| Rio Branco | Volta da Empresa  | —                             |

## Alagoas
| Nome atual       | Nome(s) antigo(s)                      | Motivação                        |
| Anadia           | Campos dos Arrozais de Inhaúns         | —                                |
| Maceió           | Vila de Ipioca                         | —                                |
| Marechal Deodoro | Vila Madalena; depois Alagoas (cidade) | homenagem a personagem histórica |
| Pão de Açúcar    | Jaciobá                                | —                                |

## Amapá
| Nome atual        | Nome(s) antigo(s)       | Motivação |
| Amapá (município) | Espírito Santo do Amapá | —         |
| Macapá            | São José de Macapá      | —         |

## Amazonas
| Nome atual | Nome(s) antigo(s)                                                   | Motivação |
| Barcelos   | Mariuá                                                              | —         |
| Manaus     | Forte de São João da Barra do Rio Negro; Vila da Barra do Rio Negro | —         |

## Bahia
| Nome atual                | Nome(s) antigo(s)                                                                          | Motivação                                                                                       |
| Abaíra                    | Capoeira de Cana; Venda                                                                    | Emancipação                                                                                     |
| Acajutiba                 | Cajueiro                                                                                   | Adoção de nome indígena, na emancipação                                                         |
| Adustina                  | Queimada; Bonfim do Coité                                                                  | nome original, distrito e emancipação                                                           |
| Água Fria                 | Vila de São João Batista de Água Fria                                                      | Redução de nome                                                                                 |
| Aiquara                   | Preguiça; Arraial da Conceição                                                             | Nome original retomado, em tupi-guarani                                                         |
| Alagoinhas                | Freguesia da Água Fria; Santo Antônio das Lagoinhas; Santo Antônio d'Alagoinhas            | Evolução, síncope e redução de nome                                                             |
| Alcobaça                  | Arraial de Itanhém, Vila de São Bernardo de Alcobaça                                       | Emancipação, laicização do nome                                                                 |
| Almadina                  | Pouso Alegre                                                                               | Emancipação, referência ao rio Almada                                                           |
| Amargosa                  | Nossa Senhora do Bom Conselho de Amargosa                                                  | Redução e laicização do nome                                                                    |
| Amélia Rodrigues          | Lapa; Traripe                                                                              | Homenagem, com emancipação, a uma filha ilustre da cidade                                       |
| América Dourada           | Mundo Novo; América; América dos Dourados                                                  | Homonímia, incorporação - com inovação - de nome popular                                        |
| Anagé                     | São João da Vila Nova; Joanópolis                                                          | —                                                                                               |
| Andorinha                 | Fazenda do Gato                                                                            | povoamento, emancipação                                                                         |
| Angical                   | Brejo do Angical; Santana do Angical                                                       | Laicização do nome                                                                              |
| Anguera                   | Almas                                                                                      | Emancipação                                                                                     |
| Antônio Cardoso           | Nossa Senhora do Resgate das Umburanas; Umburanas; Uberlândia; Tinguatiba,                 | homonímia, simplificação, homenagem a uma personalidade local                                   |
| Antônio Gonçalves         | Pau Ferro; Itinga da Serra                                                                 | Homenagem                                                                                       |
| Aracatu                   | Gameleira dos Machados                                                                     | Emancipação                                                                                     |
| Araci                     | Nossa Senhora da Conceição do Raso                                                         | Emancipação                                                                                     |
| Arataca                   | Xapuri                                                                                     | Homonímia                                                                                       |
| Aratuípe                  | Sant'Ana da Aldeia; Sant'Ana do Aratuípe                                                   | Emancipação, laicização do nome                                                                 |
| Aurelino Leal             | São Miguel;Itaipava; Poiri                                                                 | Emancipação                                                                                     |
| Baianópolis               | Bonfim; Boa Sorte; Tapiracanga                                                             | Emancipação                                                                                     |
| Barra                     | São Francisco de Chagas da Barra do Rio Grande; Cidade Florescente da Barra do Rio Grande  | Redução do nome                                                                                 |
| Barra do Rocha            | Barra                                                                                      | Homonímia, homenagem ao povoador                                                                |
| Barro Alto                | Bruacas; Campo de São João                                                                 | Mudança da sede; emancipação                                                                    |
| Belmonte                  | São Pedro do Rio Grande; Vila de São Pedro de Belmonte; Nossa Senhora do Carmo de Belmonte | Laicização do nome                                                                              |
| Brumado                   | Bom Jesus dos Meiras                                                                       | emancipação política                                                                            |
| Caatiba                   | São Paulo                                                                                  | emancipação política                                                                            |
| Caetité                   | Vila Nova do Príncipe e Santana do Caiteté                                                 | redução do nome.                                                                                |
| Cairu                     | Vila de Nossa Senhora do Rosário de Cairu                                                  | redução do nome                                                                                 |
| Candiba                   | Mocambo                                                                                    | —                                                                                               |
| Cândido Sales             | Nova Conquista                                                                             | emancipação política, homenagem a personagem histórica                                          |
| Cícero Dantas             | Bom Conselho                                                                               | homenagem, em 1935, ao Barão de Jeremoabo                                                       |
| Correntina                | Rio das Éguas                                                                              | —                                                                                               |
| Cravolândia               | Igatiquira                                                                                 | emancipação política                                                                            |
| Curaçá                    | Bom Jesus da Boa Morte; Capim Grosso                                                       | —                                                                                               |
| Dom Basílio               | Curralinho; Ibirocaim                                                                      | nome distrito, emancipação                                                                      |
| Gandu                     | Corujão                                                                                    | Nome da fazenda que deu origem ao povoado                                                       |
| Governador Lomanto Júnior | Limoeiro; Barro Preto                                                                      | distrito de Ilhéus, depois Itajuípe; após emancipação, homenagem política                       |
| Guaratinga                | Jaquetou; Novo Horizonte                                                                   | homonímia                                                                                       |
| Ibiassucê                 | São Sebastião do Cisco                                                                     | —                                                                                               |
| Ibicuí                    | Rio Novo                                                                                   | emancipação política                                                                            |
| Igaporã                   | Bonito                                                                                     | emancipação política                                                                            |
| Igrapiúna                 | Nossa Senhora das Dores de Igrapiúna                                                       | redução do nome                                                                                 |
| Ipirá                     | Santana do Camisão                                                                         | —                                                                                               |
| Ipupiara                  | Jordão                                                                                     | —                                                                                               |
| Irajuba                   | Lagoa Queimada                                                                             | emancipação política                                                                            |
| Itabuna                   | Tabocas                                                                                    | —                                                                                               |
| Itacaré                   | Barra do Rio de Contas                                                                     | —                                                                                               |
| Itaguaçu da Bahia         | Tiririca                                                                                   | emancipação política                                                                            |
| Itambé                    | Verruga                                                                                    | emancipação política                                                                            |
| Itapetinga                | Itatinga                                                                                   | emancipação política                                                                            |
| Itaquara                  | Caldeirão                                                                                  | emancipação política                                                                            |
| Itororó                   | Itapuí                                                                                     | emancipação política                                                                            |
| Ituaçu                    | Nossa Senhora do Alívio do Brejo Grande                                                    | emancipação política                                                                            |
| Ituberá                   | Santarém                                                                                   |                                                                                                 |
| Jaguaquara                | Toca da Onça; Pé da Serra                                                                  | sede transferida e emancipação política                                                         |
| Jequié                    | Boca do Sertão                                                                             | emancipação política                                                                            |
| Lafaiete Coutinho         | Três Morros                                                                                | emancipação política, homenagem a personagem histórica                                          |
| Licínio de Almeida        | Gado Bravo;                                                                                | homenagem a um engenheiro residente                                                             |
| Livramento do Brumado     | Vila Velha; Livramento de Nossa Senhora                                                    |                                                                                                 |
| Luís Eduardo Magalhães    | Mimoso do Oeste                                                                            | Homenagem a político falecido                                                                   |
| Manoel Vitorino           | Cachoeira de Manoel Roque (até 1938), Imbuíra                                              | Emancipação, homenagem política                                                                 |
| Mucugê                    | Santa Isabel do Paraguaçu (vila), São João do Paraguaçu                                    | emancipação                                                                                     |
| Nova Canaã                | Água Fria                                                                                  | Emancipação                                                                                     |
| Palmas de Monte Alto      | Vila de Nossa Senhora Mãe de Deus e dos Homens de Monte Alto; Monte Alto                   | Acrescido Palmas, para diferir da cidade paulista                                               |
| Palmeiras                 | Villa Bella das Palmeiras                                                                  | —                                                                                               |
| Paratinga                 | Vila de Urubu; Rio Branco                                                                  | no último caso, homonímia                                                                       |
| Piatã                     | Bom Jesus do Rio de Contas                                                                 | Emancipação                                                                                     |
| Planalto                  | Periperi de Poções                                                                         | Emancipação                                                                                     |
| Potiraguá                 | Natal                                                                                      | Emancipação e restauração                                                                       |
| Salvador                  | Cidade do São Salvador da Baía de Todos os Santos                                          | redução do nome                                                                                 |
| Santa Inês                | Curato de Santa Inês                                                                       | Emancipação                                                                                     |
| Santa Rita de Cássia      | Rio Preto; Ibipetuba                                                                       | homonímia                                                                                       |
| Santo Amaro               | Santo Amaro da Purificação                                                                 | redução do nome                                                                                 |
| Seabra                    | São Sebastião do Cochó do Pega                                                             | mudança da sede do município da vila do Campestre para São Sebastião do Cochó do Pega           |
| Sebastião Laranjeiras     | Vila de Camateí                                                                            | emancipação política                                                                            |
| Serra Dourada             | São Gonçalo; Penamar                                                                       | emancipação                                                                                     |
| Tanhaçu                   | Porcos                                                                                     | emancipação política                                                                            |
| Ubaíra                    | Genipapo                                                                                   | emancipação política                                                                            |
| Ubaitaba                  | Itapira                                                                                    | Homonímia com Itapira, município do estado de São Paulo                                         |
| Urandi                    | Santa Rita das Duas Barras; Santo Antônio das Duas Barras                                  | emancipação política                                                                            |
| Vitória da Conquista      | Imperial Vila da Vitória, quando da emancipação de Caetité. Conquista, em 1891.            | Emancipação e homenagem a N. Srª da Vitória, redução em 1891, e denominação definitiva, em 1943 |
| Wagner                    | Ponte Nova, Itacira                                                                        | emancipação política e resgate de nome original—                                                |

## Ceará
| Nome atual              | Nome(s) antigo(s)                                                      | Motivação                       |
| Acopiara                | Afonso Pena                                                            | —                               |
| Caucaia                 | Soure; Vila Nova de Soure                                              | —                               |
| Crateús                 | Príncipe Imperial                                                      | —                               |
| Fortaleza               | Nova Lisboa                                                            | —                               |
| Guaraciaba do Norte     | Campo Grande (Mato Grosso do Sul); Vila Nova del-Rei; Rua Nova; Inhuçu | —                               |
| Iguatu                  | Telha                                                                  | Homenagem a sua principal lagoa |
| Juazeiro do Norte       | Tabuleiro Grande                                                       | —                               |
| Mombaça                 | Maria Pereira; Benjamin Constant                                       | vontade popular                 |
| Quixeramobim            | Santo Antônio do Boqueirão; Vila de Campo Maior                        | —                               |
| São Gonçalo do Amarante | Anacetaba                                                              | homenagem ao santo padroeiro    |
| Tauá                    | São João do Principe; São João dos Inhamuns                            | —                               |
| Trairi                  | Nossa Senhora do Livramento                                            | —                               |

## Espírito Santo
| Nome atual                | Nome(s) antigo(s)                                                           | Motivação |
| Anchieta                  | Rerigtiba, Iriritiba e Benevente                                            | 1759 - Rerigtiba para Benevente (elevação à categoria de vila) 1887 - Benevente para Anchieta (municipalização e homenagem a personagem histórica, só ratificado em 1921) |
| Aracruz                   | Aldeia Nova; Sauassu e Santa Cruz                                           | ~1848 - Sauassu para Santa Cruz (elevação à categoria de vila) 1943 - Santa Cruz para Aracruz (mudança de sede municipal) |
| Atílio Vivácqua           | Marapé                                                                      | 1963 - Marapé para Atílio Vivácqua (emancipação e homenagem a personagem histórica) |
| Colatina                  | Transilvano, Barracão do Mutum e Barracão do Santa Maria                    | 1888 - Barracão do Mutum para Barracão do Santa Maria (mudança de sede do povoado) 1899 - Barracão do Santa Maria para Colatina (homenagem a personagem histórica) |
| Conceição da Barra        | Nossa Senhora da Conceição da Barra do Rio São Mateus e Barra do São Mateus | ~17?? - Nossa Senhora da Conceição da Barra do Rio São Mateus para Barra do São Mateus (redução do nome) 1891 - Barra do São Mateus para Conceição da Barra (Homenagem a personagem histórica e redução do nome) |
| Domingos Martins          | Campinho e Santa Isabel                                                     | 1893 - Campinho para Santa Isabel (mudança de sede municipal) 1921 - Santa Isabel para Domingos Martins (Mudança de sede municipal e Homenagem a personagem histórica) 1938 - Domingos Martins para Campinho (impasse municipal) 1938 - Campinho para Domingos Martins (resolução do impasse)                                                              |
| Ecoporanga                | Patrimônio do Quinze, Nova Betânia, Rubinópolis e Joeirana                  | 1948 - Rubinópolis para Joeirana (emancipação) 1955 - Joeirana para Ecoporanga (Fim da disputa interestadual entre Minas Gerais e Espírito Santo e definição da sede municipal) |
| Fundão                    | Reis Magos, Nova Almeida e Timbuí                                           | 1759 - Reis Magos para Nova Almeida (elevação à categoria de vila) 1915 - Nova Almeida para Timbuí (mudança de sede municipal) 1923 - Timbuí para Fundão (Mudança de sede municipal) |
| Guaçuí                    | Veado e Siqueira Campos                                                     | 1931 - Veado para Siqueira Campos (homenagem a personagem histórica) 1943 - Siqueira Campos para Guaçuí (fomento à toponímia indígena) |
| Ibiraçu                   | Rio Bonito, São Pedro, Guaraná e Pau Gigante                                | 1891 - São Pedro para Guaraná (homenagem a personagem histórica) 1892 - Guaraná para Pau Gigante (homenagem a árvore que existia no local) 1943 - Pau Gigante para Ibiraçu (fomento à toponímia indígena) |
| Itaguaçu                  | Boa Família                                                                 | 1921 - Boa Família para Itaguaçu (fomento à toponímia indígena) |
| Itarana                   | Figueira de Santa Joana                                                     | 1943 - Figueira de Santa Joana para Itarana (fomento à toponímia indígena) |
| Iúna                      | Rio Pardo                                                                   | 1943 - Rio pardo para Iúna (fomento à toponímia indígena) |
| Jerônimo Monteiro         | Cachoeira das Flores e Vala do Sousa                                        | 1887 - Cachoeira das Flores para Vala do Sousa (menção a personagem local) 1955 - Vala do Sousa para Jerônimo Monteiro (dissolução do município e homenagem histórica) |
| Linhares (Espírito Santo) | Coutins e Colatina                                                          | 1921 - Linhares para Colatina (mudança de sede municipal) |
| Muniz Freire              | Espírito Santo do Rio Pardo                                                 | 1943 - Espírito Santo do Rio Pardo para Muniz Freire (homenagem a personagem histórica) |
| Mantenópolis              | Ametista                                                                    | 1953 - Ametista para Mantenópolis (emancipação) |
| Marechal Floriano         | Piranhas                                                                    | 1900 - Piranhas para Marechal Floriano (homenagem a personagem histórica) |
| Mimoso do Sul             | Monjardim, São Pedro de Itabapoana e João Pessoa                            | 1890 - São Pedro de Itabapoana para Monjardim (homenagem a personagem histórica, mudança de sede municipal e emancipação) 1892 - Monjardim para São Pedro de Itabapoana (mudança de sede municipal) 1930 - São Pedro de Itabapoana para João Pessoa (mudança de sede e homenagem a personagem histórica) 1943 - João Pessoa para Mimoso do Sul (homonímia) |
| Mucurici                  | Comercinho                                                                  | 1953 - Comercinho para Mucurici (emancipação e fomento à toponímia indígena) |
| Muqui                     | São João do Muqui                                                           | 1943 - São João do Muqui para Muqui (redução do nome) |
| Pancas                    | Santa Luzia                                                                 | 1943 - Santa Luzia para Pancas (fomento à toponímia indígena) |
| Nova Venécia              | Serra dos Aimorés e Aimoreslândia                                           | 1954 - Aimoreslândia para Nova Venécia (emancipação e homenagem a região da Itália) |
| Rio Novo do Sul           | Itapoama e Rio Novo                                                         | 1943 - Rio Novo para Itapoama (fomento à toponímia indígena) 1953 - Itapoama para Rio Novo do Sul (retorno a denominação antiga e homonímia) |
| Santa Leopoldina          | Cachoeiro de Santa Leopoldina e Porto Cachoeiro                             | 1890 - Cachoeiro de Santa Leopoldina para Porto Cachoeiro (emancipação) 1911 - Porto Cachoeiro para Cachoeiro de Santa Leopoldina (retorno a denominação antiga) 1943 - Cachoeiro de Santa Leopoldina para Santa Leopoldina (Redução do nome) |
| São Mateus                | Povoado do Cricaré; Villa Nova do Rio Sam Matheus                           | 1848 - Povoado do Cricaré para São Mateus (emancipação) |
| Serra (Espírito Santo)    | Nossa Senhora da Conceição da Serra                                         | 1833 - Nossa Senhora da Conceição da Serra para Serra (encurtamento do nome e elevação à categoria de vila) |
| Sooretama                 | Córrego d'Água                                                              | 1994 - Córrego d'Água para Sooretama (emancipação) |
| Viana                     | Jabaeté                                                                     | 1943 - Viana para Jabaeté (fomento à toponímia indígena) 1953 - Jabaeté para Viana (retorno a denominação antiga e homenagem a personagem histórica) |
| Vila Velha                | Espírito Santo                                                              | 1550 - Espírito Santo para Vila Velha (mudança de sede da capitania) 1934 - Vila Velha para Espírito Santo (retorno a denominação antiga e emancipação) 1947 - Espírito Santo para Vila Velha (emancipação e retorno a denominação antiga) |
| Vitória (Espírito Santo)  | Vila Nova                                                                   | 1551- Vila Nova para Vitória (acontecimento histórico) |

## Goiás
| Nome atual         | Nome(s) antigo(s)                                 | Motivação                                                                 |
| Anápolis           | Santana das Antas; Santana dos Campos Ricos       | —                                                                         |
| Cristalina         | São Sebastião da Serra dos Cristais               | —                                                                         |
| Crixás             | Nossa Senhora da Conceição                        | —                                                                         |
| Goiás (município)  | Vila Boa de Goyaz                                 | mudança de norma ortográfica                                              |
| Guapó              | Ribeirão                                          | —                                                                         |
| Itumbiara          | Santa Rita do Paranayba                           | Emancipação política                                                      |
| Luziânia           | Santa Luzia                                       | —                                                                         |
| Mossâmedes         | Aldeia                                            | —                                                                         |
| Niquelândia        | São José do Alto Tocantins, São José do Tocantins | Por encontrar níquel na região na década de 30, mudou o nome do município |
| Palmeiras de Goiás | São Sebastião do Alemão; Mataúna                  | emancipação, decreto                                                      |
| Pirenópolis        | Nossa Sra. do Rosário de Meia Ponte               | —                                                                         |

## Maranhão
| Nome atual    | Nome(s) antigo(s) | Motivação                        |
| Paulino Neves | Rio Novo          | homenagem a personagem histórica |
| Timon         | Flores            | —                                |

## Mato Grosso
| Nome atual                       | Nome(s) antigo(s)                                         | Motivação |
| Alto Araguaia                    | Santa Rita do Araguaia                                    | —         |
| Araguainha                       | Couto de Magalhães                                        | —         |
| Cuiabá                           | Vila Real do Senhor Bom Jesus de Cuiabá                   | —         |
| Diamantino                       | Nossa Senhora da Conceição do Alto-Paraguai de Diamantino | —         |
| Santo Antônio de Leverger        | Mimoso                                                    | —         |
| Vila Bela da Santíssima Trindade | Aguapeí                                                   | —         |

## Mato Grosso do Sul
| Nome atual     | Nome(s) antigo(s)                                                                     | Motivação |
| Campo Grande   | Santo Antônio do Campo Grande, Vacaria                                                | — |
| Corumbá        | Vila de Nossa Senhora da Conceição de Albuquerque, Albuquerque, Santa Cruz de Corumbá | — |
| Coxim          | Belliago, Taquari                                                                     | — |
| Miranda        | Mondego                                                                               | — |
| Naviraí        | Vera Cruz                                                                             | Passou para o nome que permanece atualmente em 22 de dezembro de 1958, através da Lei Estadual nº 1195, quando virou distrito |
| Nova Andradina | Baile                                                                                 | — |
| Paranaíba      | Sete Fogos                                                                            | — |
| Ponta Porã     | Punta Porã                                                                            | Nome em espanhol quando ainda era Paraguai, até 1872                                                                          |
| Rio Brilhante  | Entre Rios                                                                            | — |
| Rio Verde      | Herculânea, Coronel Galvão                                                            | — |
| Sonora         | Usina Acquarius                                                                       | — |

## Minas Gerais
| Nome atual             | Nome(s) antigo(s) | Motivação                                               |
| Abadia dos Dourados    | Arraial do Garimpo |                                                         |
| Abaeté                 | Marmelada |                                                         |
| Aimorés                | Barra do Manhuaçu | —                                                       |
| Andradas               | Caracol (1888-1928); São Sebastião do Jaguari (1860-1888)                                                                        | homenagem a personagem histórica                        |
| Além Paraíba           | Porto Novo do Cunha | emancipação política                                    |
| Andrelândia            | Nossa Senhora do Porto do Turvo; Vila Bela do Turvo                                                                              | homenagem a uma personalidade                           |
| Antônio Carlos         | Sítio, Bias Fortes, Curral Novo                                                                                                  | emancipação; homenagem a personagem histórica           |
| Araçuaí                | Calhau | —                                                       |
| Araguari               | Brejo Alegre |                                                         |
| Arceburgo              | São João da Fortaleza | emancipação política                                    |
| Areado                 | São Sebastião do Areado; Vila Gomes                                                                                              | —                                                       |
| Argirita               | Bom Jesus do Rio Pardo | —                                                       |
| Arinos                 | Morrinhos do Burity; Arraial de Barra da Vaca                                                                                    |                                                         |
| Astolfo Dutra          | Santo António do Porto | emancipação; homenagem a personagem histórica           |
| Barbacena              | Nossa Senhora da Piedade da Borda do Campo; Igreja Nova do Campolide                                                             | homenagem a personagem histórica                        |
| Belmiro Braga          | Vargem Grande, Ibitiguaia | homenagem a uma personalidade                           |
| Belo Horizonte         | Cidade de Minas, Curral del Rey                                                                                                  | vontade popular                                         |
| Betim                  | Capela Nova | —                                                       |
| Bias Fortes            | Quilombo; União | emancipação; homenagem a personagem histórica           |
| Bicas                  | Arraial das Taboas | —                                                       |
| Brasópolis             | São Caetano da Vargem Grande; Vila Brás                                                                                          | homenagem a personagem histórica                        |
| Bueno Brandão          | Campo Místico | emancipação política e homenagem a personagem histórica |
| Buritis                | Sant'Anna do Burity |                                                         |
| Caeté                  | Vila Nova da Rainha | homonímia                                               |
| Caiana                 | São João do Rio Preto | —                                                       |
| Caldas                 | Rio Verde das Caldas, Parreiras (1938-1948)                                                                                      | —                                                       |
| Camanducaia            | Jaguari | —                                                       |
| Campanha               | Santo Antônio do Vale da Piedade do Rio Verde; Campanha do Rio Verde; São Cipriano                                               | —                                                       |
| Campina Verde          | Campo Belo; Rosário da Boa-Vista do Rio Verde                                                                                    |                                                         |
| Carandaí               | Santana da Ressaca; Santana do Carandaí                                                                                          | —                                                       |
| Carmo de Minas         | Silvestre Ferraz | —                                                       |
| Carmo do Paranaíba     | Carmo do Arraial Novo |                                                         |
| Cataguases             | Porto dos Diamantes; Santa Rita da Meia Pataca                                                                                   | —                                                       |
| Conselheiro Lafaiete   | Queluz | homonímia, homenagem a personagem histórica             |
| Coronel Fabriciano     | Barra; Calado; Melo Viana; Raul Soares; Santo Antônio do Calado                                                                  | homenagem a uma personalidade                           |
| Coronel Pacheco        | Água Limpa | homenagem a uma personalidade                           |
| Cristina               | Espírito Santo dos Conquibus | homenagem a personagem históric                         |
| Curvelo                | Santo Antônio da Estrada | —                                                       |
| Diamantina             | Tijuco | —                                                       |
| Divinópolis            | Espírito Santo do Itapecerica; Henrique Galvão                                                                                   | —                                                       |
| Divino                 | Divino Espírito Santo do Carangola                                                                                               | —                                                       |
| Entre Rios de Minas    | Brumado do Suaçuí | —                                                       |
| Ervália                | São Sebastião dos Aflitos | —                                                       |
| Esmeraldas             | Santa Quitéria | —                                                       |
| Estrela Dalva          | São Sebastião da Estrela | —                                                       |
| Estrela do Sul         | Bagagem | hidrotopônimo                                           |
| Eugenópolis            | São Sebastião da Mata; São Manuel                                                                                                | homenagem a uma personalidade                           |
| Faria Lemos            | São Mateus | homenagem a uma personalidade                           |
| Felício dos Santos     | Grota Grande | homenagem a personagem histórica                        |
| Frutal                 | Carmo do Fructal; Nossa Senhora das Dores do Campo Formoso                                                                       |                                                         |
| Governador Valadares   | Arraial de Porto de Dom Manuel; Porto das Canoas; Santo Antônio da Figueira; Figueira do Rio                                     | homenagem a personagem histórica                        |
| Grão Mogol             | Brejo de Santo André | —                                                       |
| Guaranésia             | Santa Bárbara das Canoas | —                                                       |
| Guarani                | Espírito Santo do Rio Pomba | —                                                       |
| Guarará                | Divino Espírito Santo; Espírito Santo do Mar de Espanha                                                                          | —                                                       |
| Guidoval               | Sapé; Santana do Sapé | —                                                       |
| Guiricema              | Bagres | fomento à toponínima indígena                           |
| Ibertioga              | Baratioga, Bertioga, Santo Antônio de Bertioga, Santo Antônio de Ibertioga                                                       | homonímia                                               |
| Ibiá                   | São Pedro de Alcântara | homonímia                                               |
| Inconfidentes          | Moji-Acima | —                                                       |
| Indianópolis           | Sant'Anna da Aldéa do Rio das Velhas                                                                                             |                                                         |
| Iraí de Minas          | Irahy; Espirito Santo do Cemitério                                                                                               |                                                         |
| Itajubá                | Boa Vista |                                                         |
| Itamonte               | São José do Picu | autonomia administrativa                                |
| Itaobim                | São Roque | homenagem a uma personalidade                           |
| Itaúna                 | Santana do São João Acima | —                                                       |
| Ituiutaba              | São José do Tejuco |                                                         |
| Itinga                 | Santo Antônio da Itinga | homenagem a uma personalidade                           |
| Janaúba                | Gameleira | —                                                       |
| Januária               | Brejo do Salgado; Brejo do Amparo                                                                                                | homenagem a personagem histórica                        |
| João Pinheiro          | Alegres; Sant'Anna dos Alegres                                                                                                   |                                                         |
| Japonvar               | Barreiro Grande; Cacete Armado                                                                                                   |                                                         |
| Leopoldina             | São Sebastião do Feijão Cru; Vila Leopoldina                                                                                     | homenagem a personagem histórica                        |
| Liberdade              | Livramento | —                                                       |
| Lima Duarte            | Nossa Senhora das Dores do Rio do Peixe                                                                                          | homenagem a personagem histórica                        |
| Luz                    | Nossa Senhora da Luz do Aterrado; Aterrado                                                                                       | —                                                       |
| Mar de Espanha         | Nossa Senhora das Mercês do Cágado                                                                                               | —                                                       |
| Mariana                | Nossa Senhora da Conceição do Ribeirão do Carmo                                                                                  | homenagem a personagem histórica                        |
| Marliéria              | Babilônia |                                                         |
| Mato Verde             | Santo Antônio da Rapadura; Arraial da Rapadura                                                                                   | —                                                       |
| Miraí                  | Santo Antônio do Muriaé; Santo Antônio do Camapuã                                                                                | —                                                       |
| Monte Alegre de Minas  | Monte Alegre; São Francisco das Chagas do Monte Alegre; Toribatê                                                                 |                                                         |
| Monte Azul             | Arraial de Boa Vista do Tremedal                                                                                                 | —                                                       |
| Monte Carmelo          | Carmo da Bagagem | hidrotopônimo                                           |
| Nepomuceno             | São João Nepomuceno de Lavras do Funil                                                                                           | —                                                       |
| Nova Lima              | Congonhas de Sabará | —                                                       |
| Nova União             | União de Caeté, Viúva, José de Melo                                                                                              | homenagem a personagem histórica, vontade popular       |
| Ouro Preto             | Vila Rica de Albuquerque; Vila Rica                                                                                              | —                                                       |
| Palma                  | São Francisco de Assis da Capivara                                                                                               | —                                                       |
| Paracatu               | Piracatu; Arraial de Santana; Santo Antônio da Manga de Paracatu; São Luís e Santana das Minas de Paracatu; Paracatu do Príncipe |                                                         |
| Patrocínio             | Catiguá; Salitre; Nossa Senhora do Patrocínio                                                                                    |                                                         |
| Paraisópolis           | Campo do Lima, Formiguinhas, Vila Paraíso, São José das Formiguinhas, São José da Ventania, São José do Paraíso                  | —                                                       |
| Pirapora               | São Gonçalo das Tabocas | —                                                       |
| Poços de Caldas        | Nossa Senhora da Saúde de Caldas                                                                                                 | —                                                       |
| Ponte Nova             | Rio Turvo | —                                                       |
| Ponto dos Volantes     | Barra dos Pilões; Terra Viamão                                                                                                   |                                                         |
| Prata                  | Nossa Senhora do Monte do Carmo; Nossa Senhora do Carmo de Morrinhos; Carmo de Morrinhos                                         |                                                         |
| Raul Soares            | São Sebastião de Entre Rios | homenagem a personagem histórica                        |
| Rio Casca              | Nossa Senhora da Conceição da Casca                                                                                              | —                                                       |
| Rio Paranaíba          | São Francisco das Chagas do Campo Grande                                                                                         | hagiotopônimo                                           |
| Rio Pomba              | São Manuel do Pomba; Pomba | —                                                       |
| Rio Preto              | Rio Preto do Presídio; Senhor dos Passos do Rio Preto; Senhor dos Passos do Presídio                                             | —                                                       |
| Romaria                | Água Suja |                                                         |
| Sabará                 | Nossa Senhora da Conceição de Sabará                                                                                             | —                                                       |
| Santa Luzia            | Bom Retiro; Santa Luzia do Rio das Velhas                                                                                        | —                                                       |
| Santos Dumont          | Palmira | homenagem a personagem histórica                        |
| São Gotardo            | Confusão |                                                         |
| São João del-Rei       | Arraial Novo de Nossa Senhora do Pilar; Arraial Novo do Rio das Mortes                                                           | homenagem a personagem histórica                        |
| Senador Cortes         | Monte Verde | homenagem a uma personalidade                           |
| Serro                  | Serro Frio; Vila do Príncipe | —                                                       |
| Silvianópolis          | Santana do Sapucaí | —                                                       |
| Simão Pereira          | São Pedro de Alcântara | homenagem a uma personalidade                           |
| Tabuleiro              | Bom Jesus da Cana Verde do Pomba; Tabuleiro do Pomba                                                                             | —                                                       |
| Teófilo Otoni          | Filadélfia | homenagem a personagem histórica                        |
| Tiradentes             | Arraial Velho de Santo Antônio; Pombal; São José del-Rei                                                                         | homenagem a personagem histórica                        |
| Tocantins              | São José do Paraopeba; São José do Tocantins                                                                                     | —                                                       |
| Tombos                 | Nossa Senhora da Conceição dos Tombos; Tombos de Carangola                                                                       | —                                                       |
| Três Corações          | Sagrados Corações de Jesus, Maria e José; Três Corações do Rio Verde                                                             | —                                                       |
| Tupaciguara            | Abadia do Bom Sucesso; Abadia do Monte Alegre; Abadia do Mato Grosso                                                             |                                                         |
| Uberaba.               | Arraial da Farinha Podre; Porto da Espinha do Sertão da Farinha Podre; Santo Antônio do Uberaba                                  |                                                         |
| Uberlândia             | Uberabinha; São Pedro do Uberabinha; São Sebastião da Barra de São Pedro de Uberabinha                                           |                                                         |
| Varginha               | Espírito Santo das Catanduvas | —                                                       |
| Várzea da Palma        | Barra do Rio das Velhas |                                                         |
| Viçosa                 | Santa Rita do Turvo; Viçosa de Santa Rita                                                                                        | homenagem a personagem histórica                        |
| Vieiras                | Babilônia |                                                         |
| Visconde do Rio Branco | Presídio; São João Batista do Presídio                                                                                           | homenagem a personagem histórica                        |

## Pará
| Nome atual            | Nome(s) antigo(s)                                 | Motivação |
| Belém                 | Feliz Luzitânia Santa Maria de Belém do Grão Pará | Elevação a categoria de município Redução do nome |
| Capanema              | Siqueira Campos                                   | — |
| Ponta de Pedras       | Mangabeiras                                       | — |
| Rondon do Pará        | Candangolândia Vila Rondon                        | Elevação à categoria de vila Emancipação Política |
| Santa Bárbara do Pará | Araci para Engenho de Araci Santa Bábara          | Alterado pelo decreto-lei estadual nº 3131, de 31-10-1938 Alterado pela lei estadual nº 2460, de 29-12-1961 Alterado pela lei estadual nº 5693, de 13-12-1991 |

## Paraíba
| Nome atual             | Nome(s) antigo(s)                                                                               | Motivação                                      |
| Bayeux                 | Barreiras                                                                                       | homenagem histórica                            |
| Campina Grande         | Vila Nova da Rainha                                                                             | —                                              |
| Cruz do Espírito Santo | Maguari                                                                                         | —                                              |
| Guarabira              | Independência                                                                                   | —                                              |
| Itaporanga             | Misericórdia                                                                                    | —                                              |
| João Pessoa            | Nossa Senhora das Neves, Filipeia de Nossa Senhora das Neves; Frederikstadt; Cidade da Parahyba | homenagem a personagem histórica               |
| Mulungu                | Camarazal                                                                                       | —                                              |
| Joca Claudino          | Santarém                                                                                        | homenagem a personalidade ilustre do município |
| Serra da Raiz          | Cupaoba                                                                                         | emancipação política                           |

## Paraná
| Nome atual            | Nome(s) antigo(s)                   | Motivação                                                                   |   |
| Abatiá                | Lageado                             | —                                                                           |   |
| Almirante Tamandaré   | Timoneira                           | homenagem a personagem histórica                                            |   |
| Alto Paraíso          | Vila Alta                           | emancipação política e escolha através de plebiscito                        |   |
| Bocaiúva do Sul       | Arraial Queimado                    | —                                                                           |   |
| Cafelândia            | Caixão                              | --                                                                          |   |
| Campina Grande do Sul | Timbu                               | —                                                                           |   |
| Curitiba              | Corytiba, Coritiba                  | mudança de norma ortográfica                                                |   |
| Cambé                 | Nova Danzigue                       | Campanha de nacionalização                                                  |   |
| Foz do Iguaçu         | Foz do Iguassú                      | mudança de norma ortográfica                                                |   |
| Lapa                  | Vila Nova do Príncipe               | emancipação política                                                        |   |
| Francisco Beltrão     | Marrecas                            | homenagem a personagem histórica                                            |   |
| Laranjeiras do Sul    | Laranjeiras, Iguaçu                 | foi alterado para Iguaçu por ter-se tornado capital do Território do Iguaçu |   |
| Rio Azul              | Marumbi                             | —                                                                           |   |
| Rio Branco do Sul     | Votuverava                          | —                                                                           |   |
| Ribeirão Claro        | Espírito Santo do Itararé, Taquaral | —                                                                           |   |
| Rolândia              | Caviúna                             | Reversão de nome da Campanha de nacionalização                              | — |
| Siqueira Campos       | Colônia Mineira                     | —                                                                           |   |
| União da Vitória      | Porto União da Vitória              | Guerra do Contestado, quando o Paraná perdeu terras para Santa Catarina     |   |

## Pernambuco
| Nome atual               | Nome(s) antigo(s)                     | Motivação                                           |
| Alagoinha                | Alagoinhas                            | homonímia                                           |
| Bom Conselho             | Papacaça                              | —                                                   |
| Cabo de Santo Agostinho  | Cabo; Santo Agostinho do Cabo         | —                                                   |
| Caetés                   | São Caetano                           | homonímia                                           |
| Carpina                  | Floresta dos Leões                    | —                                                   |
| Cumaru (Pernambuco)      | Malhadinha                            | —                                                   |
| Feira Nova (Pernambuco)  | Jardim                                | —                                                   |
| Frei Miguelinho          | Olho d'Água da Onça                   | —                                                   |
| Goiana                   | Goyanna                               | mudança de norma ortográfica                        |
| João Alfredo             | Boa Vista                             | Homenagem a personagem histórica                    |
| Parnamirim               | Leopoldina                            |                                                     |
| Passira                  | Malhada                               | emancipação política                                |
| Pesqueira                | Cimbres; Stª Águeda do Poço Pesqueiro | mudança de sede política; não popularização do nome |
| Riacho das Almas         | Riacho das Éguas                      | —                                                   |
| São Joaquim do Monte     | Camaratuba                            | emancipação política                                |
| São José da Coroa Grande | Puiraçu                               | —                                                   |
| São Vicente Ferrer       | Macaparana                            | —                                                   |
| Serra Talhada            | Vila Bela                             | —                                                   |
| Sertânia                 | Alagôa de Baixo                       | —                                                   |

## Piauí
| Nome atual | Nome(s) antigo(s)                        | Motivação                               |
| Oeiras     | Vila do Mocha                            | elevada a capital da Capitania do Piauí |
| Parnaguá   | Nossa Senhora do Livramento de Paranaguá | —                                       |
| Piripiri   | Perypery                                 |                                         |

## Rio de Janeiro
| Nome atual                  | Nome(s) antigo(s)                                                   | Motivação                                                                           |
| Barra Mansa                 | São Sebastião da Posse; São Sebastião de Barra Mansa                | redução do nome                                                                     |
| Casimiro de Abreu           | Barra de São João                                                   | homenagem à personagem histórica                                                    |
| Engenheiro Paulo de Frontin | Rodeio                                                              | emancipação                                                                         |
| Niterói                     | São Lourenço dos Índios; Vila Real da Praia Grande; Nictheroy       | mudança de status político-administrativo; mudança de norma ortográfica             |
| Nova Iguaçu                 | Maxambomba; Iguaçu Velho; Iguaçu (Iguassú)                          | mudança de status político-administrativo; homonímia e mudança de norma ortográfica |
| Paracambi                   | Belém, Macacos, Tairetá                                             | fomento à toponímia indígena, emancipação                                           |
| Paraíba do Sul              | Nossa Senhora da Conceição de São Pedro e São Paulo                 | homenagem ao rio homônimo                                                           |
| Quatis                      | Nossa Senhora do Rosário da Encruzilhada dos Quatis                 | redução do nome                                                                     |
| Resende                     | Nossa Senhora da Conceição do Campo Alegre da Paraíba Nova; Rezende | redução do nome e mudança de status político-administrativo; mudança ortográfica    |
| Rio Claro                   | Itaverá Velho                                                       | mudança de status político-administrativo                                           |
| Rio de Janeiro              | São Sebastião do Rio de Janeiro                                     | redução do nome                                                                     |
| Saquarema                   | Rio Seco de Saquarema                                               | redução do nome                                                                     |
| Silva Jardim                | Nossa Senhora da Lapa de Capivari; Capivari                         | homenagem a figura histórica (Antônio da Silva Jardim)                              |
| Teresópolis                 | Therezopolis                                                        | mudança de status político-administrativo; mudança de norma ortográfica             |
| Trajano de Morais           | São Francisco de Paula                                              | homenagem à personagem histórica                                                    |
| Três Rios                   | Entre-Rios                                                          | homonímia                                                                           |
| Valença                     | Marquês de Valença                                                  | redução do nome                                                                     |
| Volta Redonda               | Santo Antônio de Volta Redonda                                      | redução do nome e mudança de status político-administrativo                         |

## Rio Grande do Norte
| Nome atual            | Nome(s) antigo(s)         | Motivação                                         |
| Almino Afonso         | Coroatá; Caieira          | homenagem a personagem histórica                  |
| Boa Saúde             | Januário Cicco            | homenagem a padroeira Nossa Senhora da Saúde      |
| Campo Grande          | Triunfo; Augusto Severo   | homenagem a personagem histórica                  |
| Equador               | Periquito                 | —                                                 |
| Nísia Floresta        | Papary                    | —                                                 |
| Natal                 | Nova Amsterdam            | retomada de soberania                             |
| Ouro Branco           | Espírito Santo; Manairama | —                                                 |
| São Miguel do Gostoso | São Miguel de Touros      |                                                   |
| Bom Jesus             | Panelas                   | produção de panelas de barro nas margens da lagoa |

## Rio Grande do Sul
| Nome atual        | Nome(s) antigo(s) | Motivação                             |
| Anta Gorda        | Carlos Barbosa | Homonimia                             |
| Capela de Santana | Santana do Rio dos Sinos | —                                     |
| Erechim           | Paiol Grande, Boa Vista, Boa Vista do Erechim, José Bonifácio                                                                         | —                                     |
| Garibaldi         | Colônia Conde d'Eu | —                                     |
| Não-Me-Toque      | Campo Real | escolha popular                       |
| Osório            | Conceição do Arroio | homenagem a personagem histórica      |
| Pinheiro Machado  | Cacimbinhas | —                                     |
| Piratini          | Piratinim | —                                     |
| Porto Alegre      | Porto do Viamão; Porto dos Dorneles; Porto dos Casais; Porto de São Francisco dos Casais; Nossa Senhora Madre de Deus de Porto Alegre | emancipação política; redução do nome |
| Santa Maria       | Santa Maria da Boca do Monte | redução do nome                       |
| Santa Teresa      | Aratinga | —                                     |
| São Borja         | São Francisco de Borja | redução de nome                       |
| Tapes             | Dores do Camaquã | —                                     |
| Torres            | São Domingos das Torres | redução de nome                       |
| Três Palmeiras    | Colônia do Pito | —                                     |
| Vera Cruz         | Vila Teresa, Teresa | emancipação política                  |
| Veranópolis       | Alfredo Chaves | emancipação política, homonímia       |

## Rondônia
| Nome atual         | Nome(s) antigo(s)              | Motivação |
| Costa Marques      | Porto da Barca do São Domingos | —         |
| Ministro Andreazza | Nova Brasília                  | homonímia |
| Porto Velho        | Santo Antônio                  | —         |

## Roraima
| Nome atual | Nome(s) antigo(s)o                              | Motivação |
| Boa Vista  | Nossa Senhora do Carmo; Boa Vista do Rio Branco | —         |

## Santa Catarina
| Nome atual           | Nome(s) antigo(s)                                                               | Motivação                                                   |
| Águas Mornas         | Teresópolis, Queçaba                                                            | —                                                           |
| Alfredo Wagner       | Barracão                                                                        | homenagem a personagem histórica                            |
| Angelina             | Vila Mundéus                                                                    | homenagem a personagem histórica                            |
| Antônio Carlos       | Alto Biguaçu; Louro                                                             | homenagem a personagem histórica                            |
| Apiúna               | Bugherbach; Ribeirão Neiss; Aquidabã                                            | retomada de soberania                                       |
| Arabutã              | Pipoca; Nova Germânia; Mauá                                                     |                                                             |
| Araquari             | Paranaguá-Mirim; Paraty                                                         | —                                                           |
| Aurora               | Lauterbach; Alto Rio do Sul                                                     | retomada de soberania                                       |
| Benedito Novo        | Benedito Linha Nova                                                             | —                                                           |
| Botuverá             | Porto Franco                                                                    | —                                                           |
| Braço do Norte       | Guerrilha; Quadro do Norte; Collaçópolis                                        | —                                                           |
| Canelinha            | Porto do Moura                                                                  | —                                                           |
| Chapecó              | Xapecó                                                                          | —                                                           |
| Corupá               | Hansa Humboldt                                                                  | retomada de soberania                                       |
| Dona Emma            | Vila Konder; Gustavo Richard                                                    | homenagem a personagem histórica                            |
| Florianópolis        | Nossa Senhora do Desterro; Desterro                                             | homenagem a personagem histórica                            |
| Ibirama              | Hansa Hamônia                                                                   | retomada de soberania                                       |
| Imaruí               | Imaruhy                                                                         | —                                                           |
| Imbituba             | Vila Nova de Santana; Henrique Lage                                             | fomento à toponímia indígena                                |
| Ipumirim             | Harmonia; Rio Branco; Engano                                                    | —                                                           |
| Ituporanga           | Barra do Rio Guabiroba; Barra do Rio Perimbó; Generosópolis; Salto Grande       | emancipação política                                        |
| Jaraguá do Sul       | Jaraguá                                                                         | Homonímia com Jaraguá (Goiás), município do estado de Goiás |
| Joinville            | Schrödersort                                                                    | homenagem a personagem histórica                            |
| José Boiteux         | Rio Scharlach                                                                   | homenagem a personagem histórica                            |
| Leoberto Leal        | Vargedo                                                                         | homenagem a personagem histórica                            |
| Lebon Régis          | Santo Antônio do Trombudo                                                       | homenagem a personagem histórica                            |
| Peritiba             | Arroio dos Veados; Alto Veado                                                   |                                                             |
| Piratuba             | Rio do Peixe                                                                    |                                                             |
| Presidente Getúlio   | Neu Zürich; Nova Breslau; Getúlio Vargas                                        | retomada de soberania; homenagem a personagem histórica     |
| Presidente Nereu     | Vila d'Alva; Gaspar; Brusque Nova; Santa Rita; Boa Esperança; Naufrágio; Itaquá | —                                                           |
| Rio do Oeste         | Barra das Pombas; Villa Adolfo Konder                                           | —                                                           |
| Rio do Sul           | Suedarm; Bella Alliança                                                         | —                                                           |
| Rio dos Cedros       | Encruzilhada; Arrozeira                                                         | —                                                           |
| São Francisco do Sul | Nossa Senhora da Graça do Rio São Francisco; São Francisco                      | —                                                           |
| São João do Sul      | Passo do Sertão                                                                 | homenagem ao santo padroeiro na emancipação política        |
| Salete               | Ribeirão Grande                                                                 | homenagem a personagem histórica                            |
| Tijucas              | Tiyuco                                                                          | emancipação política                                        |
| Timbó                | Benedito Timbó                                                                  | Redução de nome                                             |
| Vitor Meireles       | Rio Preso; Alto Rio Dollmann; Forcação; Victor Meirelles                        | homenagem a personagem histórica                            |
| Videira              | Rio das Pedras, Perdizes                                                        | emancipação política                                        |

## São Paulo
| Nome atual               | Nome(s) antigo(s)                                                      | Motivação |
| Aguaí                    | Cascavel                                                               | emancipação política; homonímia |
| Águas de Lindóia         | Águas Quentes                                                          | — |
| Águas de Santa Bárbara   | São Domingos; Santa Bárbara do Rio Pardo                               | emancipação política |
| Agudos                   | São Paulo dos Agudos                                                   | |
| Alfredo Marcondes        | São Benedito                                                           | — |
| Altinópolis              | Mato Grosso de Batatais                                                | — |
| Álvares Florence         | Vila Monteiro; Igapira                                                 | emancipação política |
| Americana                | Vila Americana                                                         | — |
| Américo de Campos        | Vila Botelho; São João das Águas Paradas                               | emancipação política |
| Analândia                | Anápolis                                                               | homonímia |
| Angatuba                 | Espírito Santo da Boa Vista                                            | — |
| Anhembi                  | Nossa Senhora dos Remédios da Ponte do Tietê                           | — |
| Apiaí                    | Santo Antônio das Minas de Apiaí                                       | — |
| Araçoiaba da Serra       | Campo Largo de Sorocaba                                                | — |
| Arapeí                   | Alambari                                                               | homonímia |
| Araraquara               | São Bento de Araraquara                                                | — |
| Arealva                  | Soturna                                                                | — |
| Avaí                     | São Sebastião do Jacutinga                                             | emancipação política |
| Avanhandava              | Miguel Calmon; Calmon                                                  | emancipação política |
| Avaré                    | Nossa Senhora das Dores do Rio Novo                                    | emancipação política |
| Bady Bassitt             | Borboleta                                                              | lei estadual, homenagem a personalidade |
| Bariri                   | Baryry, Sapé do Jaú (Jahú)                                             | mudança de norma ortográfica, emancipação política |
| Barretos                 | Espírito Santo de Barretos                                             | — |
| Batatais                 | Senhor Bom Jesus de Batatais                                           | — |
| Bauru                    | Espírito Santo da Fortaleza                                            | — |
| Bento de Abreu           | Alto Pimenta                                                           | emancipação política |
| Bernardino de Campos     | Figueira                                                               | emancipação política |
| Bilac                    | Nipolândia                                                             | emancipação política |
| Bocaina                  | São João da Bocaina                                                    | — |
| Bofete                   | Rio Bonito                                                             | homonímia |
| Bom Jesus dos Perdões    | Perdões                                                                | — |
| Boraceia                 | Floresta                                                               | — |
| Bragança Paulista        | Bragança                                                               | homonímia |
| Buri                     | Porto do Apiaí                                                         | — |
| Buritizal                | Buritis                                                                | homonímia |
| Campinas                 | Vila de São Carlos                                                     | — |
| Campo Limpo Paulista     | Campo Limpo                                                            | emancipação política |
| Catanduva                | Cerradinho; Vila Adolfo                                                | emancipação política |
| Catiguá                  | Vila Mariana, Catupiri                                                 | fusão de distritos de Catanduva e Tabapuã |
| Cordeirópolis            | Cordeiro                                                               | emancipação política |
| Diadema                  | Conceição                                                              | emancipação política |
| Divinolândia             | Sapecado                                                               | emancipação política |
| Eldorado                 | Xiririca                                                               | — |
| Embu das Artes           | Embu                                                                   | — |
| Espírito Santo do Pinhal | Pinhal (1938 a 1974)                                                   | — |
| Ferraz de Vasconcelos    | Romanópolis                                                            | homenagem a personagem histórica |
| Franca                   | Arraial do Capim Mimoso; Vila Franca do Imperador; Franca do Imperador | homenagem a personagem histórica |
| Guapiaçu                 | Ribeirão Claro                                                         | homonímia |
| Guarulhos                | Nossa Senhora da Conceicão de Guarulhos                                | abreviação |
| Hortolândia              | Jacuba                                                                 | — |
| Ibiúna                   | Una; Nossa Senhora das Dores de Una                                    | — |
| Icém                     | Água Doce                                                              | — |
| Igarapava                | Santa Rita do Paraíso                                                  | — |
| Ilha Bela                | Vila Bela da Princesa; Vila Bela; Formosa                              | — |
| Ipeúna                   | Santa Cruz da Boa Vista; Ipojuca                                       | |
| Ipuã                     | Santana dos Olhos d'Água                                               | Emancipação política |
| Iracemápolis             | Santa Cruz da Boa Vista; Bate-Pau                                      | Emancipação política |
| Itapeva                  | Faxina                                                                 | — |
| Itapira                  | Nossa Senhora da Penha; Penha do Rio do Peixe                          | emancipação política |
| Itápolis                 | Espírito Santo do Córrego das Pedras; Boa Vista das Pedras             | — |
| Itapuí                   | Bica de Pedra                                                          | — |
| Itatiba                  | Belém de Jundiaí                                                       | emancipação política |
| Itirapina                | Conceição da Serra do Itaquerí                                         | |
| Itu                      | Itú; Ytu                                                               | mudança de norma ortográfica |
| Jaguariúna               | Jaguari, Jaguary                                                       | |
| Jambeiro                 | Capivari de Caçapava                                                   | |
| Jardinópolis             | Ilha Grande                                                            | homenagem a Antônio da Silva Jardim |
| Jacareí                  | Jacarehy                                                               | Mudança de norma ortográfica |
| Jarinu                   | Campo Largo do Atibaia                                                 | fomento à toponímia indígena |
| Jaú                      | Jahú                                                                   | mudança de norma ortográfica |
| Jundiaí                  | Jundiahy                                                               | mudança de norma ortográfica |
| Juquiá                   | Santo Antonio do Juquiá                                                | abreviação e emancipação política |
| Laranjal Paulista        | Laranjal                                                               | Homonímia |
| Leme                     | São Manuel do Leme                                                     | Emancipação política |
| Limeira                  | Nossa Senhora das Dores do Tatuhiby                                    | Emancipação política |
| Luís Antônio             | Jataí (Jatahy)                                                         | Homenagem ao fundador do povoado |
| Mairinque                | Mayrink                                                                | aportuguesamento |
| Mairiporã                | Juquery, Juqueri                                                       | mudança de norma ortográfica, vontade popular |
| Maracaí                  | Maracahi, Maracahy                                                     | mudança de norma ortográfica |
| Matão                    | Senhor Bom Jesus das Palmeiras                                         | |
| Mendonça                 | Vila São Jacinto                                                       | emancipação política |
| Miracatu                 | Prainha                                                                | emancipação política |
| Mococa                   | São Sebastião da Boa Vista                                             | — |
| Monte Azul Paulista      | Monte Azul, Monte Azul do Turvo                                        | — |
| Monte Mor                | Água Choca; Capivari de Cima                                           | — |
| Morungaba                | Barra Mansa, Conceição da Barra Mansa                                  | Lei estadual |
| Nova Campina             | Campina do Veado                                                       | — |
| Novo Horizonte           | São José da Estiva                                                     | — |
| Neves Paulista           | Iboti                                                                  | emancipação política |
| Nuporanga                | Divino Espírito Santo de Batatais                                      | Lei Estadual nº 483, de 24 de dezembro de 1896 |
| Oscar Bressane           | Tabajara, Amarilis                                                     | emancipação política |
| Paranapanema             | Bom Sucesso                                                            | — |
| Parapuã                  | Canaã                                                                  | — |
| Patrocínio Paulista      | Nossa Senhora do Patrocínio do Sapucaí                                 | — |
| Paulínia                 | Vila José Paulino                                                      | Proibição de nome de pessoas vivas em localidades |
| Piracaia                 | Santo Antônio da Cachoeira                                             | emancipação política |
| Piracicaba               | Constituição                                                           | — |
| Pirajuí                  | São Sebastião do Pouso Alegre                                          | — |
| Promissão                | Hector Legrú                                                           | — |
| Ribeirão Preto           | Vila de São Sebastião; Vila de Entre Rios                              | — |
| Rio Claro                | São João Batista do Ribeirão Claro, São João do Rio Claro              | |
| Santa Rosa de Viterbo    | Santa Rosa; Icaturama; Ibiquara                                        | homonímia com Santa Rosa do estado Rio Grande do Sul, para manter homenagem foi usado também o nome Viterbo, cidade natal de Santa Rosa de Viterbo, na Itália |
| Santo Antônio de Posse   | Sítio de Posse, Posse de Ressaca                                       | |
| São Bento do Sapucaí     | São Bento do Sapucahy                                                  | mudança de norma ortográfica |
| São Carlos               | Pinhal; São Carlos do Pinhal                                           | homenagem a São Carlos Borromeu |
| São José dos Campos      | São José do Paraíba                                                    | |
| São Paulo                | São Paulo dos Campos de Piratininga                                    | homenagem a Paulo de Tarso |
| Sumaré                   | Rebouças                                                               | — |
| Taquaritinga             | Ribeirãozinho                                                          | |
| Tejupá                   | Pedra Branca                                                           | emancipação política |
| Tietê                    | Santíssima Trindade de Pirapora; Pirapora do Curuçá                    | emancipação política |
| Tupi Paulista            | Gracianópolis                                                          | |
| Uchoa                    | Inácio Uchoa, Ignacio Uchoa                                            | |
| Urupês                   | Mundo Novo                                                             | |
| Vargem Grande Paulista   | Raposo Tavares                                                         | emancipação política |
| Várzea Paulista          | Secundino Veiga                                                        | emancipação política |
| Vinhedo                  | Rocinha                                                                | emancipação política |

## Sergipe
| Nome atual              | Nome(s) antigo(s)                  | Motivação                        |
| Cristinápolis           | Vila Cristina                      |                                  |
| Graccho Cardoso         | Tamanduá                           |                                  |
| Ilha das Flores         | Ilha dos Bois                      | —                                |
| Neópolis                | Vila Nova                          |                                  |
| Nossa Senhora das Dores | Vila dos Enforcados                | —                                |
| Nossa Senhora da Glória | Boca da Mata                       | homenagem a padroeira            |
| Tobias Barreto.         | Vila de Campos do Rio Real; Campos | homenagem a personagem histórica |

## Tocantins
| Nome atual             | Nome(s) antigo(s)                         | Motivação              |
| Conceição do Tocantins | Conceição do Norte                        | criação de novo estado |
| Palmeiras do Tocantins | Mosquito; Alvorada do Tocantins; Mosquito | —                      |
| Tabocão                | Fortaleza do Tabocão                      | —                      |
| Paranã                 | São João da Palma                         | —                      |